# Battaglie di Monte Erice
Le battaglie del Monte Erice comprendono un susseguirsi di scontri intrapresi, nel quadro della prima guerra punica dalle truppe romane e i loro alleati nel territorio che va da Palermo a Trapani.

## Situazione
Palermo era stata conquistata da Roma nel 254 a.C. e poi difesa dal contrattacco cartaginese con la seconda battaglia di Palermo; Trapani aveva visto la vittoria delle navi cartaginesi sulla flotta di Publio Claudio Pulcro che tentava di porre la città sotto assedio come Lilibeo.
Roma, oltre alla sconfitta causata dall'avventatezza di Publio Claudio Pulcro, registrò in quello stesso periodo l'ennesimo sfortunato naufragio di una grande flotta, questa volta guidata da Lucio Giunio Pullo.
Dopo questi episodi sia Roma che Cartagine si limitarono, per cinque anni a brevi incursioni sui territori nemici; Roma colpì in Africa e Cartagine colpì in Sicilia. Da notare che, pur senza una flotta romana a contrastarla seriamente, Cartagine non fu in grado di colpire Roma direttamente nel territorio laziale. O forse non voleva scatenare una reazione romana visto che non riuscì ad ottenere un prestito di 2 000 talenti dal re Tolomeo Filadelfo, d'Egitto.
Nella situazione di stallo ad Amilcare, generale cartaginese padre di Annibale, venne affidata la difesa del territorio siciliano in mano cartaginese. È significativo che, anche se la sua azione non fu determinante, Amilcare non venne mai sconfitto dalle legioni di Roma.
In questo quadro nel 249 a.C., Lucio Giunio Pullo, reduce dal naufragio sulle coste meridionali della Sicilia, e con il collega Claudio Pulcro sotto processo, decise di compiere qualche azione importante. Al minimo pretesto attaccò e occupò Erice prendendo anche il tempio di Afrodite Ericina.

## Erice
(Polibio, Storie, I, 55 7-8, BUR. Milano, 2001. trad.: M. Mari.)
Pullo piazzò una guarnigione sulla cima del monte Erice, controllando così il tempio, la città di Erice, la montagna stessa e, da lontano, la città - ancora cartaginese - di Drepana (Trapani), mentre altre truppe stazionavano a ridosso della città marinara.
Nel frattempo i Cartaginesi elessero Amilcare come capo delle operazioni della flotta. Dopo alcuni assalti in Calabria anche Amilcare approdò sotto un monte vicino a Palermo, monte Ercte (per Polibio) il Monte Pellegrino.
Piazzatosi in mezzo alle guarnigioni nemiche Amilcare si diede alla guerriglia saccheggiando il territorio e per tre anni si scontrò con i nemici in continue operazioni di cui Polibio, probabilmente per il grande numero e la scarsa importanza strategica, non fornisce specifiche informazioni. Nel corso di questi scontri Amilcare riuscì a occupare la città di Erice mettendo sotto assedio la guarnigione che stazionava nel tempio ma trovandosi a sua volta assediato dalle truppe che, alla base del monte tenevano sotto controllo Trapani.
(Polibio, Storie, I, 58 4-6, Milano, BUR, 2001. trad.: M. Mari.)
Infatti la prima guerra punica, con l'esaurirsi delle forze e delle finanze dei contendenti, stava cronicizzandosi. Vennero anche intavolate trattative per la pace. L'ex console Marco Atilio Regolo, che prima della Battaglia di Tunisi aveva fatto ai cartaginesi proposte di pace, fu inviato a Roma per patrocinarla. Conoscendo le reali condizioni economiche cartaginesi, si oppose con il famoso episodio del ritorno alla prigionia e alla morte. Solo l'ennesimo sforzo economico dei Romani riuscì a porre fine alle ostilità.

## Fonti
Polibio, Storie, Milano, Bur, 2001, trad.: M. Mari. ISBN 88-17-12703-5.